# Ireneusz Górski
Ireneusz Wacław Górski (ur. 26 sierpnia 1932 w Chodzieży, zm. 22 września 2001) – polski działacz partyjny i państwowy, w latach 1988–1990 przewodniczący Prezydium Wojewódzkiej Rady Narodowej w Piotrkowie Trybunalskim.

## Życiorys
Syn Wacława i Stanisławy. Ukończył Wieczorowy Uniwersytet Marksizmu-Leninizmu. W 1968 wstąpił do Polskiej Zjednoczonej Partii Robotniczej, od 1984 należał do egzekutywy i plenum Komitetu Wojewódzkiego PZPR w Piotrkowie Trybunalskim. W 1986 wszedł w skład Centralnej Komisji Kontroli Partyjnej PZPR. Był radnym, a od 1988 do 1990 przewodniczącym Prezydium Wojewódzkiej Rady Narodowej w Piotrkowie Trybunalskim.